# Edmund Chwaściński
Edmund Chwaściński (ur. 29 października 1863 w Warszawie, zm. marzec 1940) – polski inżynier kolejowy.

## Życiorys
Kandydat nauk matematycznych Uniwersytetu Petersburskiego. Brał udział w przygotowaniu planów budowy linii kolejowej z Władykaukazu do Tyflisu. Linia ta z powodu wybuchu I wojny światowej nie powstała. W latach 1915–1918 był kierownikiem budowy odcinka linii kolejowej Kazań – Jekaterynburg na Uralu. Jesienią 1918 roku wrócił z rodziną do kraju. Pełnił funkcję wiceprezesa Dyrekcji Budowy Kolei Państwowych. Kierownik budowy linii Kutno – Strzałkowo, Kokoszki – Gdynia, Nasielsk – Płock, Zgierz – Płock, Widzew – Zgierz i Łuck – Stojanów. Był wykładowcą w Państwowej Średniej Szkole Techniczno-Kolejowej w Warszawie, przekształconej w Państwowe Liceum Kolejowe. Zapisy jego wykładów stały się podstawą do wydania dwutomowej Kolejowej służby drogowej. Ponieważ w 1927 roku Chwaściński przeszedł na emeryturę, jego rękopis przed publikacją uzupełnił inżynier Zygmunt Gidlewski z 6-osobową grupą inżynierów kolejowych.
2 maja 1923 został odznaczony Krzyżem Oficerskim Orderu Odrodzenia Polski „w uznaniu zasług, położonych na polu organizacji kolejnictwa w Rzeczypospolitej Polskiej”.
Został pochowany na Cmentarzu Powązkowskim w Warszawie. Jego synem był Bolesław Chwaściński.

## Publikacje
- Kolejowa służba drogowa Warszawa 1939 t. 1[10]–2[10]